# Колепијетро (Л'Аквила)
Колепијетро (итал. Collepietro) је насеље у Италији у округу Л'Аквила, региону Абруцо.
Према процени из 2011. у насељу је живело 235 становника. Насеље се налази на надморској висини од 847 м.

## Становништво
| 1931. | 1936. | 1951. | 1961. | 1971. | 1981. | 1991. | 2001. | 2011. |
| ----- | ----- | ----- | ----- | ----- | ----- | ----- | ----- | ----- |
| 1.000 | 960   | 918   | 718   | 478   | 390   | 364   | 270   | 235   |